# Batrisodes foveicornis
Batrisodes foveicornis är en skalbaggsart som först beskrevs av Thomas Casey 1887.  Batrisodes foveicornis ingår i släktet Batrisodes och familjen kortvingar. Inga underarter finns listade i Catalogue of Life.